# Жаутыков, Орымбек Ахметбекович
Орымбе́к (Орынбе́к) Ахметбе́кович Жауты́ков (1 мая 1911, Коунрадский район, Карагандинская область, 16 мая 1989, Алма-Ата, Казахская Советская Социалистическая Республика, СССР) — советский учёный-математик, доктор физико-математических наук (1961), профессор (1961), академик АН Казахстана (1962). Заслуженный деятель науки и техники Казахской ССР (1974). Лауреат Государственной премии Казахской ССР (1976).Достиг множество разных математических достижений за свою жизнь. Был признан народом и горячо любим в Казахской ССР. Удостоился многих наград, работал в одном из престижных университете страны

## Биография
Происходит из рода Тобыкты. С 1920 по 1930 годы учился сначала в аульной, затем в школах I и II ступеней города Каркаралинска. В 1934 году окончил физико-математический факультет Казахского педагогического института имени Абая (КазПИ им. Абая) и, как отличник учёбы, был оставлен при институте в качестве ассистента. Одновременно работал в Казахском государственном университете. В дальнейшем работал старшим преподавателем, доцентом, заведующим кафедрой, деканом физико-математического факультета и заместителем директора института по научно-учебной части КазПИ им. Абая.
Научную деятельность О. А. Жаутыков начал в 1939 году в Ленинграде в качестве аспиранта известного математика, профессора Ленинградского государственного университета Исидора Павловича Натансона. Его научные интересы формировались под влиянием таких известных учёных-математиков, как В. И. Смирнов, Л. В. Канторович, Н. П. Еругин, Н. А. Артемьев и других. Но начавшаяся 22 июня 1941 году Великая Отечественная война не позволила продолжить учёбу в аспирантуре ЛГУ.
С 1941 года началось плодотворное сотрудничество О. А. Жаутыкова с приехавшим из Казани в Алма-Ату К. П. Персидским, продолжателем научных идей по теории устойчивости выдающегося русского математика А. М. Ляпунова. Он становится одним из активных участников научного семинара по теории устойчивости, организованного Персидским, и в 1944 году успешно защищает кандидатскую диссертацию на тему «Некоторые вопросы теории устойчивости движения в смысле Ляпунова», в которой обобщены теоремы Ляпунова и Четаева о неустойчивости тривиального решения систем обыкновенных дифференциальных уравнений, а также получен ряд результатов, развивающих исследования В. С. Ведрова и относящихся к устойчивости решений так называемых присоединенных систем.
В начале 1945 года в составе делегации казахстанских учёных О. А. Жаутыков прибывает в Москву для утверждения структуры и штатов Академии наук Казахской ССР на базе существовавшего филиала Академии наук СССР. В этот период в Москве и Ленинграде он встречается с академиками И. М. Виноградовым, В. И. Смирновым, И. Г. Петровским и другими учёными для обсуждения проблем и тематики будущего Сектора математики и механики, открытие которого намечалось в рамках будущей Академии наук Казахской ССР и горячо поддерживалось этими математиками. 1 марта 1945 года Сектор математики и механики был открыт.
Первое время О. А. Жаутыков работает старшим научным сотрудником, а с 1951 года — заведующим Сектором математики и механики. В эти годы он большое внимание уделял подготовке высококвалифицированных научных и педагогических кадров для республики. По его инициативе и активном участии в центральные научно-исследовательские учреждения и ВУЗы были направлены многие молодые выпускники ВУЗов республики, особенно КазГУ имени С. М. Кирова и КазПИ имени Абая.
C 1965 по 1987 годы заведовал лабораторией обыкновенных дифференциальных уравнений Института математики.
Умер 16 (по другим данным, 15) мая 1989 года.

## Научная деятельность
Научные исследования О. А. Жаутыкова в основном связаны с теорией бесконечных систем дифференциальных уравнений. В его работах доказано существование периодических решений бесконечных систем дифференциальных уравнений и обобщена классическая теорема Пуанкаре об аналитичности решения по параметру. Развивая классические идеи Пуассона и Гамильтона — Якоби на счётные канонические системы, О. А. Жаутыков доказал справедливость принципа наименьшего действия для систем с бесконечным числом степеней свободы.
Важный вклад сделал О. А. Жаутыков в теорию дифференциальных уравнений с частными производными первого порядка. Им разработан метод, позволяющий получить представление решений в случае счётного числа независимых переменных. Развивая идею академика И. Г. Петровского, О. А. Жаутыков рассмотрел вопрос о корректности задачи Коши для бесконечных систем уравнений в частных производных первого порядка двух независимых переменных, исследовал вопрос о существовании решения задачи Коши для счётной системы уравнений в частных производных первого порядка конечного числа независимых переменных общего вида.
Распространяя принцип усреднения Н. Н. Боголюбова в нелинейной механике на счётную систему дифференциальных уравнений, он доказал обобщённую теорему об интегральной непрерывной зависимости решений от параметра.
Докторскую диссертацию на тему «Исследования по теории счетных систем дифференциальных уравнений» О. А. Жаутыков защитил в 1961 году.
О. А. Жаутыков в своих трудах большое внимание уделял приближённым методам решения дифференциальных уравнений и их применению в прикладных задачах. Он обосновал применимость метода операционного исчисления для нахождения точного и приближённого решений бесконечных систем дифференциальных уравнений. Его труды по развитию методов укорочения, малого параметра и усреднения позволили исследовать задачи теории колебаний систем с бесконечным числом степеней свободы и решить многие проблемы бесконечных систем обыкновенных дифференциальных и интегро-дифференциальных уравнений.
Важные результаты в области бесконечных систем дифференциальных уравнений получены О. А. Жаутыковым при исследовании устойчивости этих систем на основе изучения интегральных многообразий. Обобщён принцип сведения Ляпунова и обосновано использование преобразования Лапласа для построения решений счетных систем.
Ряд его работ посвящён применению метода функционального анализа к исследованию задач колебаний распределённых систем. Исследования О. А. Жаутыкова, посвящённые колебаниям прямолинейного стержня с учётом рассеяния энергии в материале, используются многими авторами в качестве приложения методов функционального анализа к задачам колебаний упругих систем.
О. А. Жаутыков впервые рассмотрел краевые задачи для систем дифференциальных уравнений, содержащих счётное число параметров. Такие задачи часто возникают в теории управления, при переводе управляемого объекта в нужное положение. Особенность управления системами, обладающими бесконечным числом степеней свободы, состоит в том, что для них без дополнительных условий не имеет места принцип экстремальности. Для таких систем О. А. Жаутыковым на основе линеаризации нелинейных систем дифференциальных уравнений получены необходимые условия оптимальности и найдены достаточные условия, обеспечивающие сходимость матриц Якоби бесконечного порядка. Это позволило ввести гамильтониан и решение задачи оптимального управления распределёнными параметрами свести к решению краевой задачи для бесконечной гамильтоновой канонической системы уравнений.
Им разработан конструктивный метод исследования краевых задач для обыкновенных дифференциальных уравнений и на его основе проведён всесторонний анализ поведения периодических решений уравнений с малым параметром в критических случаях.
В 1974 году О. А. Жаутыков совместно с К. Г. Валеевым опубликовали монографию «Бесконечные системы дифференциальных уравнений». Ценность этой монографии заключалась в том, что в ней были собраны последние достижения теории бесконечных систем дифференциальных уравнений и многие из них принадлежали авторам. Впервые в монографии были изложены теоремы существования и единственности решений для линейных и нелинейных бесконечных систем дифференциальных уравнений, теоремы о непрерывной зависимости решений от параметра, о продолжимости решений. Также исследовались вопросы бесконечных систем дифференциальных уравнений с запаздывающим аргументом.
За эту работу О. А. Жаутыков в 1976 году был удостоен звания лауреата Государственной премии Казахской ССР в области науки и техники.
Научные результаты, полученные им при исследовании начальных и краевых задач для дифференциальных уравнений с запаздывающим аргументом, приводятся в монографиях различных авторов, опубликованных в СССР и за рубежом. Теоремы О. А. Жаутыкова об усреднении и укорочении счетных систем дифференциальных уравнений, а также их приложения к решению задач колебаний упругих систем, описываемых уравнениями в частных производных четвёртого порядка, приводятся в монографиях академика Ю. А. Митропольского «Метод усреднения в нелинейной механике» (Киев: Наукова думка, 1971), «Асимптотические методы решения уравнений в частных производных» (Киев: Вища школа, 1979, соавтор Б. И. Мосеенков).
Вклад О. А. Жаутыкова в развитие математической науки в полной мере отражён в сборниках «Математика в СССР за 40 лет», «Математика в СССР за 50 лет», «Механика в СССР за 50 лет», подытоживающих достижения в области математики и механики, в «Истории отечественной математики» с древнейших времен до наших дней в пяти томах, в книге «Биографический словарь деятелей науки в области математики».
За фундаментальные исследования в области теории дифференциальных уравнений и за значительный вклад в развитие математической науки он в 1962 году был избран действительным членом Академии наук Казахской ССР. Академик О. А. Жаутыков был участником многих конгрессов, съездов, конференций, симпозиумов, посвящённых обсуждению современных проблем математики и механики, проходивших в Советском Союзе и за рубежом. Признанием научной и практической ценности проведённых О. А. Жаутыковым исследований явилось присвоение ему в 1974 г. звания Заслуженного деятеля науки Казахской ССР.
Наряду с огромной научно-исследовательской деятельностью академик О. А. Жаутыков уделял постоянное внимание подготовке кадров по математике и механике. Под его руководством защищены 15 кандидатских диссертаций. Более пятидесяти лет он непрерывно вёл педагогическую работу. Его интересные, глубоко содержательные и мастерски читаемые лекции слушали студенты Казахского педагогического института имени Абая, Казахского государственного университета, Казахского политехнического института, Казахского женского педагогического института. Он написал первый учебник по математическому анализу на казахском языке, изданный в 1958 году, который стал важным событием в жизни высшей школы Казахстана. Его опыт создания учебника на казахском языке способствовал появлению аналогичных учебников на национальных языках в ряде союзных республик.
О. А. Жаутыков был крупным специалистом по истории и методологии математики, популяризатором математических знаний: в 1978 году он написал книгу «Математика и научно-технический прогресс», где были изложены математические задачи, оказавшие существенное влияние на научно-технический прогресс.
О. А. Жаутыков выпустил на казахском языке первое учебное пособие по обыкновенным дифференциальным уравнениям в двух частях (1950 и 1952 гг.), очерки о выдающихся русских математиках (1956 г.), книги «От устного счёта к машинной математике» (1959 г.), «История развития математики с древнейших времен до начала XII века» (1967 г.), учебное пособие для учителей «Введение в высшую математику» (1984 г.).
Автор около 200 научных, научно-популярных, методических работ, учебников и учебных пособий, журнальных и газетных статей. Среди его работ цикл научно-популярных книг и статей о жизни и деятельности выдающихся учёных: А. М. Ляпунова, С. В. Ковалевской, Н. И. Лобачевского, С. Л. Соболева, М. А. Лаврентьева, К. И. Сатпаева, К. П. Персидского и др.
Благодаря усилиям Жаутыкова в 1965 году на базе Сектора математики и механики был открыт Институт математики и механики Академии наук Казахской ССР.
С 1969 по 1985 годы О. А. Жаутыков как талантливый организатор стоял во главе Отделения физико-математических наук, занимая должность академика-секретаря и являясь членом Президиума АН КазССР. Многие годы он возглавлял Объединённый учёный совет, а затем специализированный совет по защите кандидатских диссертаций. Был председателем проблемного совета по математике при Отделении физико-математических наук, председателем методологического семинара при Институте математики и механики и председателем научно-методического совета при правлении республиканского общества «Знание» по пропаганде физико-математических знаний.
О. А. Жаутыков выступал официально оппонентом более чем по 60 кандидатским и докторским диссертациям, защищённым на учёных советах высших учебных заведений и научно-исследовательских учреждений.
Он являлся редактором ряда тематических сборников: «Дифференциальные уравнения и их применение», «Функциональный анализ и математическая физика», членом редколлегии, а затем заместителем главного редактора журнала «Известия АН КазССР. Серия физико-математическая», членом редколлегии журнала «Вестник АН КазССР». Под его редакцией выпущен ряд монографий.
Осознавая, что завтра вузовскую аудиторию заполнят сегодняшние школьники, он уделял особое внимание совершенствованию физико-математического образования в школах республики, неоднократно выступал с докладами, лекциями по проблемам преподавания перед учителями г. Алма-Аты и на республиканских совещаниях, курсах повышения квалификации учителей. О. А. Жаутыков приложил немало усилий для организации Республиканской физико-математической школы в г. Алма-Ате, которая теперь носит его имя. Он не раз выступал перед учащимися этой школы с популярными лекциями по школьному курсу математики. Сегодня немало выпускников этой школы являются сотрудниками институтов Национальной Академии наук.
В своё время по его инициативе в Алматы была организована Малая академия наук для школьников, почётным президентом которой он был долгие годы.

## Признание и награды
Награждён орденом Октябрьской революции, двумя орденами «Знак Почета», многими медалями, грамотами, Почетной Грамотой Верховного Совета Казахской ССР.
Имя О. А. Жаутыкова присвоено Республиканской физико-математической школе в Алма-Ате и средней школе № 1 в Каркаралинске. Учреждены специальные стипендии имени О. А. Жаутыкова для студентов-отличников математических специальностей Казахского государственного университета им. С. М. Кирова (ныне КазНУ им. аль-Фараби) и Казахского педагогического института им. Абая (ныне КазНПУ им. Абая). Установлена мемориальная доска на доме, где жил О. А. Жаутыков. В январе 2005 года в стенах Республиканской физико-математической школы имени О. А. Жаутыкова прошла Первая международная Жаутыковская олимпиада по математике и физике, в которой участвовали около 200 школьников из 15 стран.